# 蒜山おこわ
蒜山おこわ（ひるぜんおこわ）は、岡山県真庭市の郷土料理である。
田植えが終わったあとの豊作を祈る「シロミテ」の行事や、祭、祝いの席に食べられる蒜山を代表する郷土料理であり、ふるさとおにぎり百選に選定されている。なお、昨今では町おこしにも一役買っている。蒜山で催されるイベントなどに出店し供せられることもあり、地元飲食店でも食べることができる。また、ネットなどにレシピが公開され、全国展開している料理である。
具として、五目ご飯に一般的である鶏肉、ニンジン、ゴボウ、シイタケ、油揚げの他、フキ、小豆、栗、そして蒜山周辺で採れる山菜なども加わり種類の多いことが特徴で、この多彩な具を醤油やみりんで味付けして、もち米に2割程度の麦を混ぜて蒸しあげたおこわであり、醤油味の風味に素材のうまみが調和し食欲をそそる。